# The Warning (gruppo musicale messicano)
Le The Warning sono un gruppo musicale hard rock messicano originario di Monterrey, formato nel 2012 dalle tre sorelle Daniela (voce, chitarra, piano), Paulina (batteria, voce, piano) e Alejandra (basso, cori) Villarreal Velez.

## Storia del gruppo

### Gli inizi
Dopo le prime esperienze musicali avute in giovanissima età e durante le quali Daniela "Dany" (30 gennaio 2000) e Paulina "Pau" (5 febbraio 2002) seguirono lezioni di pianoforte sviluppando un background classico, nel 2007 l'incontro con il popolare videogame Rock Band costituì la prima influenza sulla scelta degli strumenti che ciascuna avrebbe poi adottato. Alejandra "Ale" (13 dicembre 2004), crescendo in un ambiente fortemente improntato all'ascolto e alla creazione di musica, seguì naturalmente l'esempio delle sorelle maggiori, scegliendo il basso come proprio strumento.
Pur non avendo mai pensato di creare una band si ritrovarono a suonare insieme in vari spettacoli scolastici e, con la pubblicazione di alcuni video su YouTube, la loro popolarità sul web esplose con la cover di Enter Sandman dei Metallica, a proposito della quale Kirk Hammett, storico chitarrista della band di San Francisco ebbe a dire: "Drummer kicks maximum ass!"
Incoraggiate da questo successo cominciarono a suonare altre cover di band come Guns N' Roses, Mötley Crüe, AC/DC, Coldplay e Muse, finendo anche con l'apparire sull'edizione spagnola di Rolling Stone.

### Escape The Mind(2015)
Nel gennaio 2015 pubblicarono l'autoprodotto EP Escape the Mind contenente le prime canzoni originali e, grazie all'attenzione suscitata, ricevettero l'invito a partecipare al The Ellen DeGeneres Show. Grazie al supporto ricevuto da Ellen e al successo della contemporanea campagna GoFundMe, ottennero la possibilità di frequentare uno stage estivo di cinque settimane al Berklee College Of Music di Boston.
Contemporaneamente, il team di sviluppatori di Rockband, che già aveva avuto tanta importanza nell'ispirare la carriera delle tre sorelle, le contattò per inserire nella quarta edizione del gioco il singolo tratto da Escape the Mind Free Falling, seguito in un secondo momento come download gratuito da Survive, pezzo che ancora oggi chiude la maggior parte dei concerti del gruppo.

### XXI Century Blood(2017)
Dopo un periodo passato a suonare dal vivo, durante il quale furono invitate ad esibirsi in alcuni importanti festival in Messico e Stati Uniti le The Warning entrarono in studio per registrare il primo album completo, XXI Century Blood, uscito il 27 marzo 2017. L'album le porterà ad un grande successo casalingo e alle prime eccezionali esperienze Live, aprendo concerti di rockstar come Def Leppard ed Alice Cooper.

### Queen of the Murder Scene(2018)
Passata buona parte del biennio 2017/2018 ad affinare il suono live, con performance in numerose località in tutto il Messico, l'aggiunta di una tappa statunitense al Whisky a GoGo di West Hollywood, aprendo inoltre il concerto di Città del Messico per i The Killers e dopo aver suonato di fronte a quasi trentamila spettatori al Hell & Heaven Festival, il 25 novembre 2018 fu pubblicato Queen of the Murder Scene, un concept album che include nuovamente tredici pezzi scritti nel corso dei mesi precedenti e anche questa volta totalmente finanziato con una campagna Kickstarter da centinaia di fan sparsi in tutto il mondo.

### Narcisistae altri tour (2019)
Il 2019 vide The Warning esibirsi per promuovere QOTMS in varie località del Messico e del Sud America, suonando tra l'altro al Rock al Parque di Bogotà, il più grande rock festival dell'intera America Latina, per intraprendere successivamente un tour argentino con gli Eruca Sativa.
Durante un concerto sold out al Foro Didi nella nativa Monterrey fu eseguita per la prima volta Narcisista, la prima canzone col testo in spagnolo indirizzata a chi, in Messico, aveva accusato le The Warning di esterofilia per la loro scelta di cantare in inglese. L'anno terminò poi poco prima di Natale con due concerti al Mercury Lounge di New York.

### Altra campagna Kickstarter, firma con Lava Records eTW3
Ad inizio 2020 fu lanciata una nuova campagna Kickstarter mirata al finanziamento del terzo album in studio e di un tour completo di ventitré date negli Stati Uniti e in Canada. Finanziata per oltre il 600% della cifra prevista, fu la campagna Kickstarter di maggior successo mai registrata in Messico e la sesta assoluta per un progetto di una rock band.
Tuttavia, l'epidemia mondiale di COVID-19 bloccò tutti questi progetti e anche l'attività dal vivo del gruppo, che ebbe comunque ancora l'occasione di esibirsi per due serate consecutive al Whisky a GoGo di Los Angeles, al Crossroads Festival di Brownsville in Texas e di aprire il concerto degli Stryper a Monterrey e suonando al Vive Latino Festival di Città del Messico.
Il 2020 portò anche ai primi contatti con i piani alti dell'industria discografica. Jason Flom, CEO di Lava Records, dopo aver assisitito ai concerti del dicembre 2019 a New York, espresse l'interesse dell'etichetta per la band e, dopo oltre sette mesi di trattative durante i quali le sorelle Villarreal non derogarono dalla richiesta di poter mantenere il totale controllo creativo della propria musica, firmarono finalmente un contratto per cinque dischi e divennero la prima band messicana sotto contratto con una major label statunitense.
A settembre dello stesso anno entrarono nei Sound on Sound Studio di Montclair in New Jersey per realizzare con il produttore David Bendeth il terzo album in studio, dal titolo ancora provvisorio TW3 e anticipato dal singolo Choke, in uscita il 21 maggio 2021 seguito, il 23 luglio successivo, dal secondo singolo Evolve.
Il 22 giugno, venne annunciata la release di una nuova cover di Enter Sandman con Alessia Cara, che verrà successivamente inserita in The Metallica Blacklist, una raccolta di cover commemorativa del trentesimo anniversario del Black Album dei Metallica.
Il 4 settembre le The Warning annunciarono, in anteprima sulla piattaforma Patreon, l'uscita per l'8 ottobre di un EP intitolato Mayday, comprendente sei canzoni, tra cui i singoli Choke ed Evolve. Lo stesso giorno usciva inoltre il video del terzo singolo Disciple.

### Error(2022)
Il 19 giugno viene reso disponibile ai sostenitori della campagna Kickstarter il nuovo album Error, che comprende i sei pezzi già presenti su Mayday, più altri otto inediti, tra cui l'omonimo singolo. Il giorno 24 giugno l'album viene reso disponibile su tutte le piattaforme di streaming.

## Formazione
- Daniela "Dany" Villarreal Velez – chitarra, voce, pianoforte
- Paulina "Pau" Villarreal Velez – batteria, voce, pianoforte
- Alejandra "Ale" Villarreal Velez – basso, cori, pianoforte

## Discografia

### Album in studio
- 2017 - XXI Century Blood
- 2018 - Queen of the Murder Scene
- 2022 - Error
- 2024 - Keep Me Fed

### EP
- 2015 - Escape the Mind
- 2021 - Mayday[21]

### Singoli
- 2015 - Free Falling
- 2019 - Narcisista
- 2021 - Choke
- 2021 - Evolve
- 2021 - Enter Sandman
- 2021 - Martirio
- 2021 - Disciple
- 2022 - Error
- 2023 - MORE
- 2024 - S!CK
- 2024 - Hell You Call a Dream
- 2024 - Que Mas Quieres
- 2024 - Automatic Sun
- 2024 - Burnout
- 2024 - Six Feet Deep